# 16703 Richardstrauss
16703 Richardstrauss è un asteroide della fascia principale. Scoperto nel 1995, presenta un'orbita caratterizzata da un semiasse maggiore pari a 2,4414107 au e da un'eccentricità di 0,1731546, inclinata di 8,93622° rispetto all'eclittica.